# Macromalthinus santaremensis
Macromalthinus santaremensis is een keversoort uit de familie soldaatjes (Cantharidae). De wetenschappelijke naam van de soort werd in 1981 gepubliceerd door Michel Brancucci. De soort komt voor in Brazilië; de typelocatie is Santarém (Pará). De totale lengte is ongeveer 7,5 mm.